# Entephria rubigicinctata
Entephria rubigicinctata là một loài bướm đêm trong họ Geometridae.